# Eugen Ehrlich
Eugen Ehrlich (Czernowitz, 14 de setembro de 1862 – Viena, 2 de maio de 1922) foi um jurista e sociólogo austríaco. Ele é considerado um dos principais fundadores do campo moderno da sociologia do direito.

## Biografia
Ehrlich nasceu em Czernowitz (hoje Chernivtsi, no Ducado de Bucovina, na época uma província do império Austro-húngaro). Estudou direito em Viena, onde ele dava aula de direito e era advogado, antes de voltar para Czernowitz para ensinar na universidade de lá, um centro da cultura Germânica na fronteira oriental do Império.
Ehrlich permaneceu na cidade pelo resto de sua carreira de professor e foi Reitor da Universidade em 1906. Durante o tumulto da Primeira Guerra Mundial, quando Czernowitz foi ocupada diversas vezes por forças russas, ele se mudou para a Suíça. Após o desmembramento do Império Austro-húngaro e a cessão da Bucovina para a Romênia, Ehrlich retornou a Czernowitz, onde ele teria sido obrigado a ensinar em romeno antes de morrer de diabetes em Viena, na Áustria, em 1922.

## Carreira
A experiência de Erlich com a cultura jurídica  da Bucovina, onde a lei Austríaca e os costumes locais nitidamente contrastantes pareciam co-existir, o fez questionar as noções hierárquicas do direito, defendidas por teóricos como Hans Kelsen. Ehrlich observou que as teorias jurídicas que reconheciam as leis com a soma de estatutos e julgamentos refletiam uma visão inadequada da realidade jurídica de uma comunidade. Ele traçou uma distinção entre as normas de decisão e as normas sociais (normas de conduta). As normas sociais realmente governam a vida de uma sociedade, que sob certas condições, podem legitimamente ser consideradas, pela consciência popular e por advogados, como leis. Por exemplo, usos comerciais e costumes podem se desenvolver e ser reconhecidos e respeitado pelos tribunais de lei como tendo força normativa e de relevância jurídica.
Ehrlich afirmou que a "lei viva" que regula a vida social pode ser muito diferente das normas em decisões aplicadas pelos tribunais, e, às vezes, pode atrair uma autoridade cultural muito maior, que não pode ser ignorada pelos advogados.  A "lei viva" é um modelo da rotina de estruturação de relacionamentos sociais. Sua orígem está nas várias formas de associações sociais nas quais as pessoas coexistem. Sua essência não consiste da disputa e do litígio, mas da paz e da cooperação. O que conta como lei depende do tipo de autoridade que existe para lhe dar significado jurídico.
Ehrlich ensinava que as fontes de autoridade do direito são plurais, e como algumas destas fontes são políticos e outros culturais, elas podem entrar em conflito. Porém, de acordo com Erlich, nem todas as normas sociais deveriam ser vistas como "leis". Normas legais (entendidas sociologicamente, não juridicamente) são normalmente distinguidas dos costumes meramente morais ou baseados em sentimento de repulsa. Elas são, assim, consideradas socialmente fundamentais. Além disso, as normas jurídicas tratam de determinados tipos de relações, operações e circunstâncias que ele descreveu como "fatos da lei'— considerações e tópicos particularmente importantes para a regulação social.